# Cophura rozeni
Cophura rozeni är en tvåvingeart som beskrevs av Wilcox 1965. Cophura rozeni ingår i släktet Cophura och familjen rovflugor.
Artens utbredningsområde är Kalifornien. Inga underarter finns listade i Catalogue of Life.